# Paulina Goto
Paulina Gómez Torres (née le 29 juillet 1991), connue sous le nom de Paulina Goto, est une actrice, chanteuse et animatrice de télévision mexicaine. Elle devient connue grâce à son rôle dans la telenovela mexicaine Niña de mi corazón en 2010. Elle est membre entre 2011 et 2014 du groupe de musique pop Eme 15 fondé par le producteur de télévision Pedro Damián.

## Biographie
Elle est l'actrice principale de la telenovela le chemin du destin diffusée entre 2016 et 2017

## Filmographie

### Télévision
| Année     | Titre                      | Rôle                                |
| --------- | -------------------------- | ----------------------------------- |
| 2020      | Vencer el miedo            | Marcela Durán Bracho                |
| 2017      | El vuelo de la victoria    | Victoria Tonantzin                  |
| 2016      | Un camino hacia el destino | Fernanda Peréz Altamirano           |
| 2014-2015 | Mi corazón es tuyo         | Estefanía "Fanny" Lascuráin Diez    |
| 2012      | Miss XV                    | Valentina Contreras de los Monteros |
| 2010      | Niña de mi corazón         | Andrea Paz                          |
| 2008-2009 | Roomies                    | Ella misma                          |

### Cinéma
| Année | Film                                | Personnage                  |
| ----- | ----------------------------------- | --------------------------- |
| 2016  | Yo soy Pepito                       | Lucía                       |
| 2010  | Borrar de la memoria                | Compañera de Diana #2       |
| 2020  | Veinteañera divorciada y fantástica | Regina (personaje principal |

### Théâtre
| Année     | Pièce de théâtre   | Personnage                  |
| --------- | ------------------ | --------------------------- |
| 2014-2015 | Mi corazón es tuyo | Estefanía "Fanny" Lascuráin |
| 2013      | Vaselina           | Sandy                       |
| 2011      | El Knack           |                             |